# Plantarum, in Horto Medico Bonnensi Nutritarum, Icones Selectae
Plantarum, in Horto Medico Bonnensi Nutritarum, Icones Selectae (abreviado Pl. Hort. Bonn. Icon) es un libro ilustrado con descripciones botánicas que fue editado por el botánico alemán, Christian Gottfried Daniel Nees von Esenbeck  en el año 1824.